# Concordancia (Argentina)

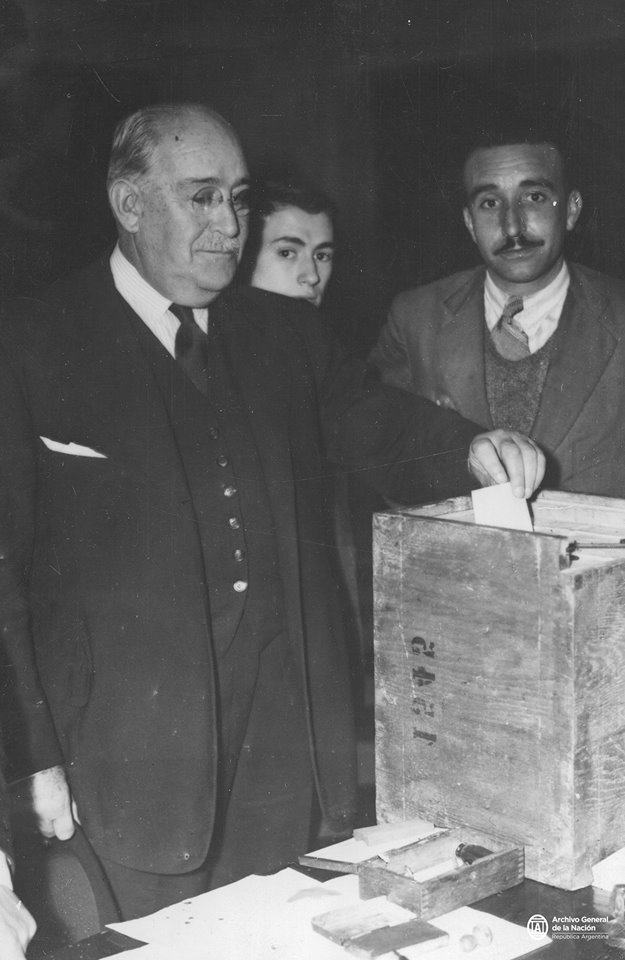
Agustín P. Justo, organizador de la Concordancia, votando en 1931.

La Concordancia fue una alianza política argentina formada en el año 1931 entre el Partido Demócrata Nacional (también conocido simplemente como Partido Conservador), la Unión Cívica Radical Antipersonalista y el Partido Socialista Independiente, que gobernó el país durante la llamada década infame entre 1932 y 1943, a través de los presidentes Agustín P. Justo (1932-1938), Roberto M. Ortiz (1938-1942) y Ramón Castillo, que debió completar el período por muerte del presidente Ortiz (1942-1943).

## Partidos integrantes
Concordancia estaba integrado por los siguientes partidos políticos:
| Partido | Partido | Partido                               | Líder                       | Ideología                             | Posición        |
| ------- | ------- | ------------------------------------- | --------------------------- | ------------------------------------- | --------------- |
|         |         | Partido Demócrata Nacional            | Julio Argentino Roca (hijo) | Conservadurismo Liberalismo económico | Derecha         |
|         |         | Unión Cívica Radical Antipersonalista | Agustín P. Justo            | Radicalismo Liberalismo conservador   | Centroderecha   |
|         |         | Partido Socialista Independiente      | Antonio De Tomaso           | Socialismo liberal Socialdemocracia   | Centroizquierda |

## Acción política
El general Agustín P. Justo fue quien organizó la Concordancia para sostener su candidatura a presidente en 1931 y neutralizar las aspiraciones de perduración por parte de la dictadura militar del general José Félix Uriburu (1930-1932), la proscripción de los candidatos de la Unión Cívica Radical, el uso del fraude electoral masivo y de la violencia política sistemática.
El triunfo de la Concordancia le permitió consagrar dos presidentes en Argentina: el general Agustín P. Justo (1932-1938) y el radical antipersonalista Roberto M. Ortiz (1938-1942). Este último enfermó durante su mandato, debido a lo cual debió asumir el vicepresidente Ramón Castillo (1942-1943).
El último presidente de la Concordancia fue derrocado por la Revolución del 43, que fue el golpe de Estado militar producido el 4 de junio de 1943, que puso fin al gobierno constitucional del presidente Ramón Castillo y a la denominada Década Infame. 
A partir de ese momento la Concordancia quedó disuelta. 

### El régimen de fraude patriótico
La Concordancia estableció un orden político considerado ilegítimo por gran parte de los historiadores modernos, fundamentalmente debido al uso abierto y generalizado del fraude electoral que era justificado como "fraude patriótico" por sus dirigentes.
La Concordancia se oponía frontalmente a la Ley Sáenz Peña de 1912, que establecía el sufragio secreto y universal para los hombres, y si bien formalmente la misma no fue derogada, en los hechos se retornó al antiguo régimen de voto cantado. 
Carlos Ibarguren, destacado intelectual que se había desempeñado en altos cargos durante los gobiernos autonomistas, anteriores al triunfo de Hipólito Yrigoyen en 1916, y que colaboró activamente con el gobierno de Uriburu, explicaba de este modo la necesidad de recurrir al fraude sistemático:

...las mayorías argentinas, por su reciente incorporación al país, no se han consustanciado con la esencia de la nacionalidad, viven una minoría de edad, son arrastradas por los demagogos, no analizan suficientemente los deberes inherentes a ese derecho que se les ha otorgado y necesitan de una tutela.

Manuel Fresco, por su parte, explicaba los fundamentos de aquel régimen sosteniendo que:

El fraude... impide el regreso de las masas entregadas a la demagogia y el poderío indiscriminado del número.

Durante el gobierno de la Concordancia se produjeron los actos de corrupción en la industria frigorífica que denunció Lisandro de la Torre y que finalizaron con el asesinato del senador Enzo Bordabehere por un matón del gobierno en pleno recinto del Senado de la Nación Argentina, el 23 de julio de 1935.

### Política económica y transformación social
La Concordancia gobernó la Argentina en el marco de la depresión mundial desencadenada por la Crisis de 1929 y la reformulación de todo el sistema de comercio internacional. El mundo ingresaría en un largo período de proteccionismo, con desarrollo de los estados de bienestar y generalización del fordismo.
En ese contexto los gobiernos de la Concordancia desarrollaron una política económica novedosa en la que tuvieron gran influencia el economista socialista Federico Pinedo y Raúl Prebisch, quien años después formularía las bases del desarrollismo latinoamericano desde la CEPAL.    
La política económica de la Concordancia se caracterizó por un gran desarrollo del Estado y la creación de múltiples organismos públicos para la regulación de los mercados, entre ellos la Junta Nacional de Granos, la Junta Nacional de Carnes, el Banco Central, la Corporación Argentina de Productores de Carnes (CAP), la Corporación del Transporte, etc.
Un acto muy importante de los gobiernos de la Concordancia fue la firma en 1933 del Pacto Roca-Runciman entre la Argentina y Gran Bretaña, que buscó preservar el acceso de la carne argentina al mercado internacional luego de la Gran Depresión que se dio con la crisis mundial de 1929, a cambio beneficios para los capitales británicos.
Durante los años en que la Concordancia gobernó la Argentina el país transformó completamente su estructura económica y social. Por un lado se inició un gran desarrollo de la industria, creándose un gran cordón industrial alrededor de la Ciudad de Buenos Aires y en menor medida Rosario y Córdoba. En 1943, el mismo año en que el último gobierno de la Concertación fue derrocado, la producción industrial argentina por primera vez en la historia superó la producción agropecuaria.
El desarrollo de la industria produjo una gran migración interna del campo a la ciudad que transformó completamente la composición de la clase obrera, hasta ese momento con una influencia cultural mayoritaria de los inmigrantes europeos.

## Resultados electorales

### Presidenciales
|  | 68.32 % |

|  | 63.00 % |

|  | 55.76 % |

|  | 65.09 % |

### Cámara de Diputados
|  | 58.32 % |

|  | 44.51 % |

|  | 37.51 % |

|  | 59.78 % |

|  | 39.12 % |

|  | 55.64 % |